# Михайло Бродський (дипломат)
Михаель Бродський (івр. מיכאל ברודסקי, нар. 1972, Ленінград, РСФСР) — ізраїльський дипломат. Надзвичайний і Повноважний Посол Держави Ізраїль в Україні з серпня 2021 року.

## Життєпис
Народився 1972 року в Ленінграді, 1990 року з родиною репатріювався до Ізраїлю. Закінчив Тель-Авівський університет, отримавши ступінь бакалавра політичних наук та ступінь магістра дипломатії та національної безпеки. Одружений, має трьох дітей. 
З 2002 року на дипломатичній роботі. У 2003—2008 — прес-аташе посольства Ізраїлю в Росії, політичний аташе посольства Ізраїлю в Росії. 2009—2013 — директор зі зв'язків з громадськістю посольства Ізраїлю в Лондоні. 2015—2018 — посол Ізраїлю в Казахстані, за сумісництвом в Киргизстані.
З 9 серпня 2021 — посол Держави Ізраїль в Україні.
1 жовтня 2021 року — вручив вірчі грамоти Президенту України Володимиру Зеленському.

## Заяви та діяльність
Посол Бродський вважає, що "Бандера і частина лідерів українського націоналістичного руху підтримували ідеологію нацистів, це стосується й остаточного розв'язання єврейського питання. Ми вважаємо, що такі люди не повинні ставати героями. Але хочу наголосити: це точка зору Ізраїлю і єврейського народу. Ми її нікому не навʼязуємо, але вважаємо за необхідне її озвучити, оскільки для нас це питання принципове".
У 2023 році звернувся до мера Києва Віталія Кличка не називати вулицю іменем Володимира Кубійовича.